# シアトルにおける日本人の歴史

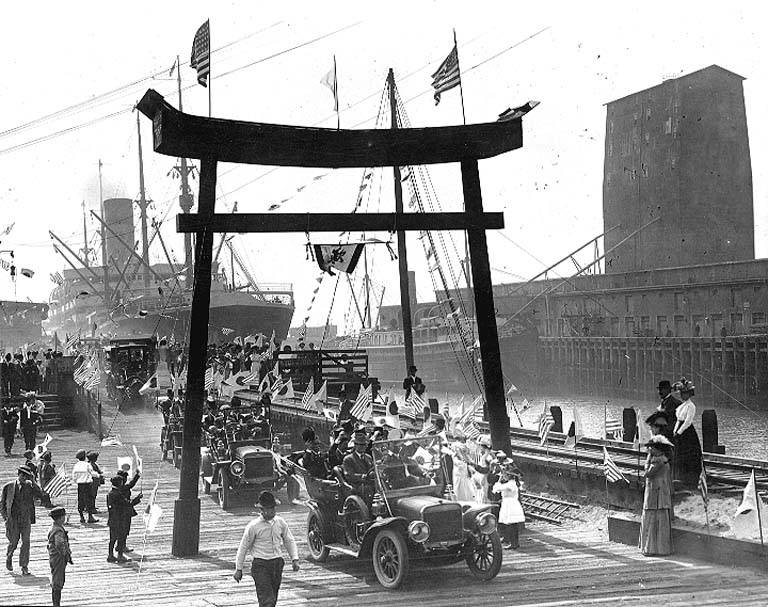
1909年にシアトルのスミス湾に到着した日本の貿易代表団

シアトルにおける日本人の歴史（シアトルにおけるにほんじんのれきし、英:History of the Japanese in Seattle）では、シアトルやシアトル都市圏における日本人および日系アメリカ人の歴史について説明する。
シアトル都市圏には日系アメリカ人と日本人駐在員が住んでおり、その起源は19世紀後半にさかのぼる。第二次世界大戦前においては、シアトルの日系人コミュニティが、北米西海岸で2番目に大きな日本町に成長した。

## 歴史

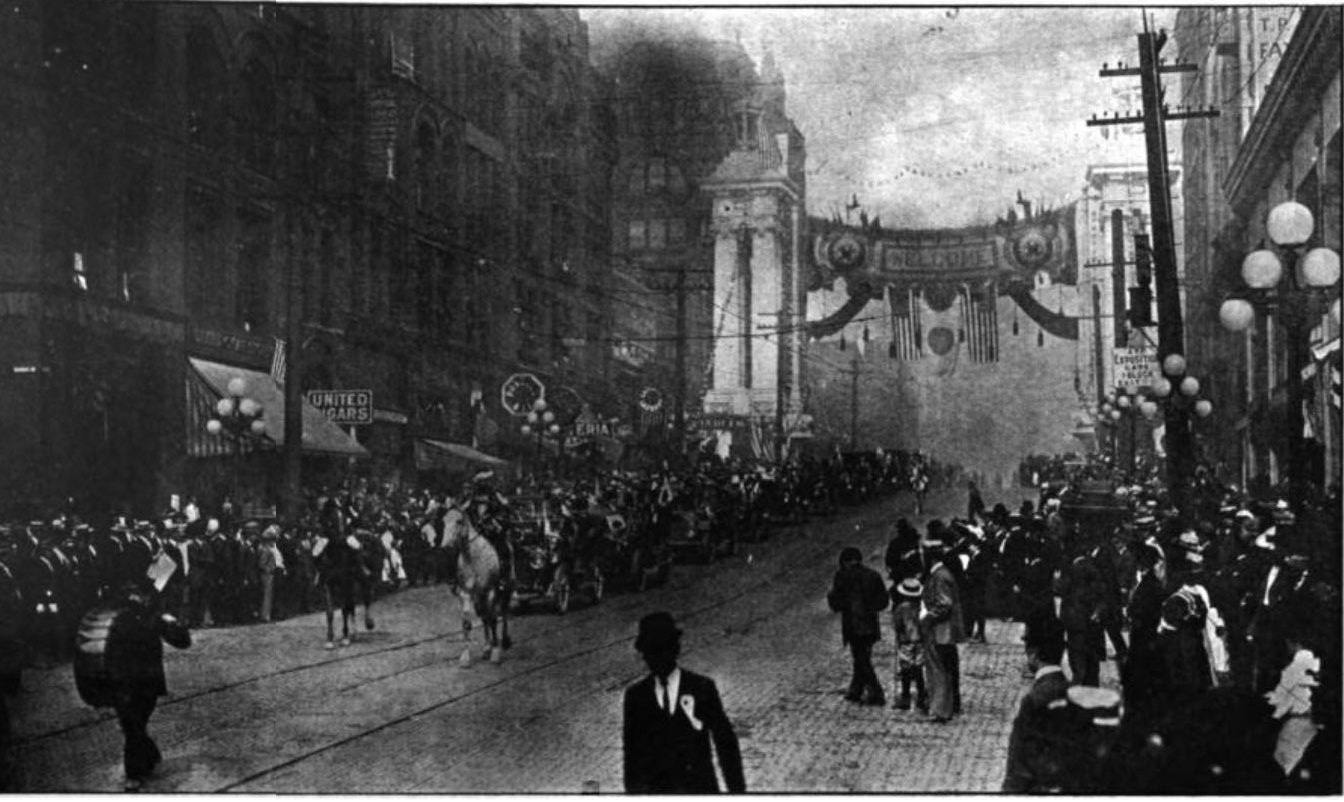
シアトル博覧会中の1909年の日本日（Japan Day）のパレード

### 黎明期
日本は明治維新の影響で、鎖国状態から抜け出し、1885年に海外への移民政策を公式に後援し始めた。シアトルに白人の移民が初上陸した1851年から約30年後である。その結果、1880年代から1900年代初頭にかけて、シアトル地域への日本人移民の波が押し寄せた。そのきっかけの1つが、1882年の中国人排斥法である。これは、かつて中国系移民がアジア系移民で最初に人口を増やしていた。特に文献によれば、1876年にはパイオニア・スクエアの一角に250人程の中国系労働者が住む中華街が形成されていたという。しかし、白人系移民による1886年の暴力的な排華運動で、多くの中国系移民は自国やサンフランシスコへ逃れていったからである。このため、中国人労働者の離脱を、日本人移民がその労働力の空白を補うように増えていった。
1896年、日本郵船がシアトル-横浜間の運行が始まった時は、シアトルには約200人の日本人が住んでいたが、1910年までにはその人口は5,000人と急激に増加した。1895年にタコマに事務所を設立した日本領事館は、1901年にシアトルに移転した。
初期の日本人移民は、主に独身男性で構成されており、日本に戻る前に財産を蓄えることを望んでいた。これらの男性の多くは、主に日本の長子相続の慣行のために、海外で独立して自分自身を確立するように動機付けられた家族の若い息子だった。これらの一世の移民は、主に広島、山口、熊本、福岡の日本の南部の小さな町や地方から来ており、1924年の排日移民法の成立まで続いた。 
この時期にやってきた大多数の男性は、シアトル周辺の缶詰工場、鉄道、農業、林業、炭鉱業などで働いていた。これらの労働集約的な仕事は、彼らが3～5年の滞在のために計画したような急速な経済的進歩を提供しなかった。この時期の初期の日本人移民のほとんどは一時的に滞在する予定だったため、初期のコミュニティは不安定で、すべての女性に対して男性が5人で、社会的、経済的、宗教的支援はほとんどなかった。

### 反日感情と法律
第二次世界大戦前から、シアトル地域における日本人移民は反日感情に直面した。それは主に白人の人口との分裂を引き起こした労働争議に多く結びついていた。これらの緊張はしばしば報道機関や政治家によって煽られ、日本人の排除を求める請願や日本の労働力の輸入に反対するデモにつながった。コミュニティの闘争は、西シアトル、マグノリア、およびその他のシアトル地域の近隣で家を借りたり購入したりすることができなかったアジア移民の強制的な隔離と追放によってさらに悪化した。
この地域における最初の反日組織は、1894年に設立され、シアトル南部のホワイトリバーバレー地域から400〜500人の日本人労働者の多くを追放した。ワシントン州の反日連盟は1916年に結成され、ワシントン州の外国人土地法を支持するキャンペーンを行った。1920年代初頭までに、ワシントン州議会は一世が土地を所有することを禁止する外国人土地法を可決することに成功した 。この法律の合憲性は異議を唱えられたが、最終的には、1922年のヒンクル・山下の判決で合衆国最高裁判所によって支持された。
1907年、日米における紳士協定は、すでにアメリカにいる日本人移民の配偶者や子供たちの移民を許可したものの、日本人労働者の移民を終わらせた。1908年以前は、米国本土の日本人8人のうち約7人が男性だった。1924年までに、配偶者の移民手当により、比率は男性6人に対して女性約4人に変化した。その後は、排日移民法により、少数の日本人を除くすべての日本人の移民が禁止された。

### コミュニティの成長

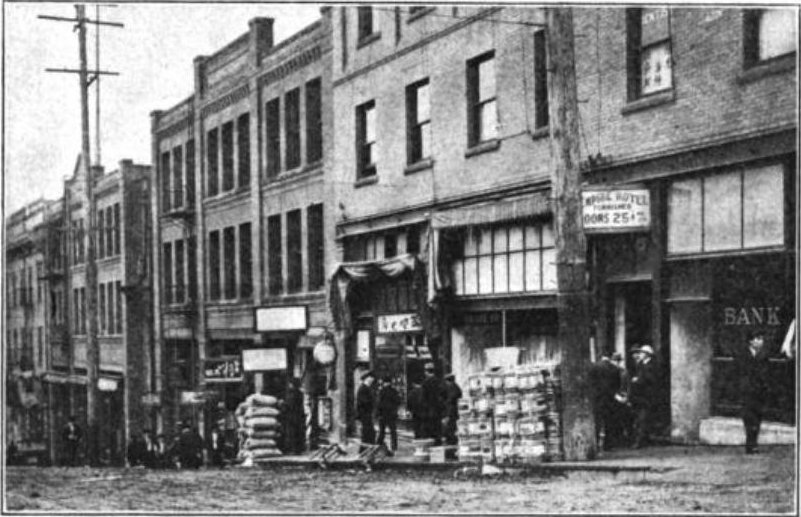
1909年のシアトルの日本町の通り

アジア移民の帰化を禁止する連邦法は、外国人土地法と居住者隔離の障壁と相まって、日本人民族がシアトル中心部の港湾地域の外で家族のための住宅を見つけることが困難になった。職業上の恐ろしい障壁も存在した。一世とその二世の子孫はどちらも労働組合に加入することができず、大卒者でさえ、移民コミュニティの外での単純労働と非熟練労働以外の仕事はまれだった。
これらの困難が主な原因で、多くの日本人移民は生計と支援を自分たちのコミュニティに依存した。彼らは1900年代までに、シアトルの国際地区とタコマのダウンタウンに日本町（ジャパンタウン）を設立することに成功した。日本町は、銭湯、理髪店、洗濯場、娯楽施設で日本のコミュニティの中心になった。日本のホテルやアパート、そして店の店先の奥の部屋で、多くの日本人の家族が育った。時が経つにつれて、シアトルの日本町は、北はイェスラーウェイ、西は4番街、南はディアボーンストリート、東は14番街に囲まれた地域として非公式に知られるようになった。
1902年7月に、全米最古であるシアトル日本人学校は、シアトル国語学校の名で開校した。この学校の設立に続いて、1909年にファイフに、1911年までにタコマに語学学校が開校した。これらの学校の創設は、日本人移民が自分たちの言語と文化を後世に伝えたいという願望を表している。
シアトルの日本町は、1920年代初頭までに活気に満ちた賑やかなコミュニティとなった。しかし、1924年の移民法と大恐慌は、抑制効果をもたらし、カリフォルニアと日本への大幅な出発につながった。それにもかかわらず、二世と呼ばれる世代が成長し始めると、わずか数年後に日本に帰国することを計画していた日本人移民は、入植者と見なし始めた。1930年代までに、シアトルに住む日本人の人口は、都市の総人口368,583人のうち8,448人に達した。つまり、日本人はシアトルで最大の非白人グループであり、ヨーロッパのいくつかの国籍に次ぐ4番目に大きなグループとなった。第二次世界大戦前、シアトルの日本町は北米西海岸で2番目に大きな日本人街になった。 
ワシントン湖の東では、日本の移民労働者が最近伐採された土地を開墾し、借地での小規模農業を支援するのに適した。20世紀の間に、日本の農業コミュニティはますます確立された。第二次世界大戦前は、「イーストサイド」の農業労働力の約90パーセントは日本の祖先だった。

### 第二次世界大戦
1941年12月の真珠湾攻撃から数日以内に、FBIはシアトル地域の日本人教師、司祭、その他のコミュニティリーダーを逮捕した。その後間もなく、1942年2月19日、フランクリン・D・ルーズベルト大統領は大統領令9066号を発行して署名し、日系人の強制収容でアメリカ西海岸において、全ての日本人移民が強制収容を余儀なくされた。
この間、シアトルの日系コミュニティはほとんど積極的な支援を受けていなかった。いくつかの例外の中には、ワシントン大学のリー・ポール・シーク学長が含まれていた。彼は、二世の学生が抑留されないようにするために、西海岸以外の大学への転校を提唱し、促進する上で指導的役割を果たした。彼の努力にもかかわらず、約450人の学生が強制収容に巻き込まれ、彼らの教育をしばらくの間、中断することを余儀なくされた。ベインブリッジアイランドレビューのウォルトとミリーウッドワードは、大統領令9066号を公然と批判した唯一の西海岸の編集者だった彼らは、戦争中もベインブリッジ島日系コミュニティのメンバーを擁護し続け、彼らが最終的に帰国したときに彼らを歓迎するのを助けました。タコマ市長のハリー・P・ケインは、ワシントンの議員ヘンリー・M・ジャクソンとウォーレン・マグナソンとは対照に、政府による日系アメリカ人11万人の抑留に公然と反対した西海岸で選出された2人の役人のうちの1人でした。特にジャクソンは、戦時中および戦後の両方で、太平洋岸からの日本人の排除と排除を強く主張した。

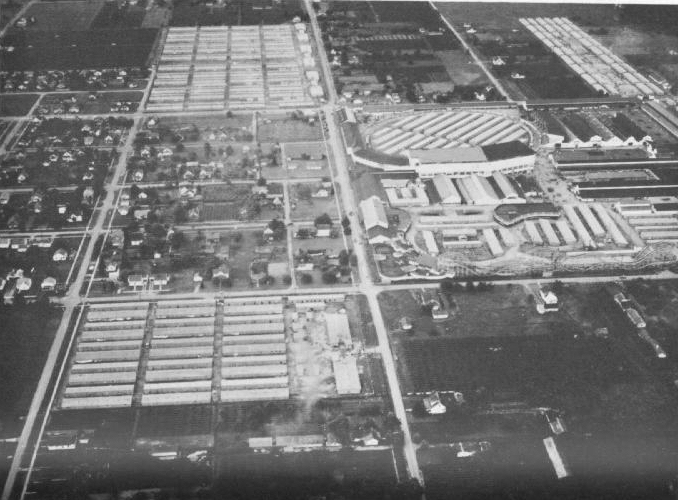
キャンプ・ハーモニー、1942年

1942年3月末までに、ベインブリッジ島に住む日本人のすべての住民が連れ去られ、カリフォルニアのマンザナー強制収容所に送られた。シアトル地域の残りの9,600人の日系アメリカ人のほとんどは、強制収容所がさらに内陸に長期集中キャンプの建設を監督している間、ピュアラップバレーフェアグラウンドの改造された家畜屋台と駐車場で有刺鉄線の後ろに住むことを余儀なくされた。ピュアラップの仮設集会センターには、キャンプ・ハーモニーという名前が付けられた。収容所のために、日本のコミュニティの多くのメンバーは彼らのビジネスと住居を永久に失った。キャンプハーモニーに投獄されていたシアトル地域の日本人コミュニティのほとんどのメンバーは、キャンプの建設が完了した後、1942年後半にアイダホ州のミニドカ収容センターに鉄道でグループで送られた。
戦争が終結すると、収容所の抑留者は太平洋岸に戻ることが許され、シアトルに戻ることを選択した人々は、教会、他の人の住居、シアトル日本語学校の建物に滞在し、生活を立て直そうとした。ミニドカ（「ハントキャンプ」と呼ばれることもある）に収容されていたシアトル地域の住民は、語学学校の仮設住宅を「ハントホテル」と名付けた。反日系人団体は、抑留者の帰還に応じてシアトル地域で急増したが、コミュニティの抵抗に遭遇した後、最終的に姿を消した。 それにもかかわらず、帰国した日系人はしばしば明白な人種差別に遭遇した。 イーストサイドでは、11家族だけが帰国することを選んだ。ベインブリッジ島では、移住した日本人コミュニティの約半数が帰国を決定し、西海岸の他の場所よりも著しく好評を博した。

### 第二次世界大戦後
1978年、追憶の日（大統領令9066号が署名された日に因んだイベント）が、キャンプ・ハーモニーの跡地だったピュアラップ・フェアグラウンドで開催された。これは、ワシントン西部とアラスカからの日系人7,000人以上が収容された後、さらに内陸における恒久的な強制収容所に移送された場所だった。
1981年、シアトルは、戦時中の移住と民間人の強制収容に関する委員会によって公聴会が開かれた10の都市の1つであり、日系アメリカ人の強制収容に関する公の証言が聞かれ、記録された 。
ワシントン日系遺産協会は、日本人の収容を記念して「おもいで」教育プログラムを開始した。2008年、ワシントン大学は、研究が途絶えた日本人を対象に、当時80代を中心とした200人の元学生と元学生の家族が出席する名誉卒業式である「ロングジャーニーホーム」を開催した。大学の民族学教授である鹿島哲殿が学位を授与した。 
ベインブリッジ島から強制収容された日系アメリカ人を追悼して建てられたベインブリッジ島日系アメリカ人排除記念碑は、2011年に完成し、一般に公開された。

## 経済

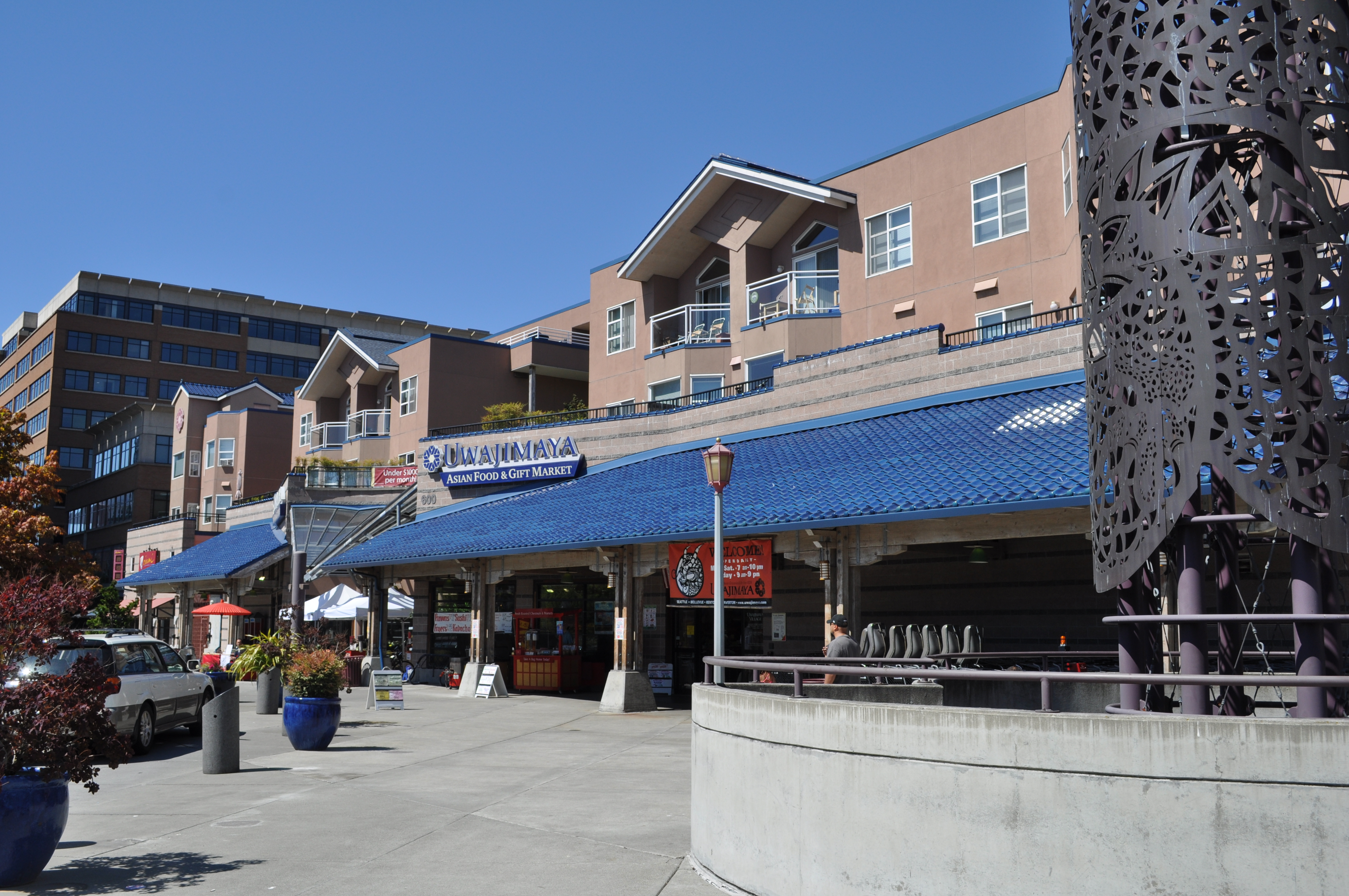
シアトルの宇和島屋本店

初期の日本人入植者は、炭鉱、鮭製品の缶詰工場、鉄道建設地域、製材所で働いていた。 その後、サービス産業や企業が日本町内に開業し、多くの場合、無尽として知られる伝統的な協同組合の融資アプローチで支援された。 
1920年代までに、日本人の家族が所有または世話をした農場は、シアトル地域で生産された生産物の約75％と牛乳の半分を生産していた。これには、ベルビューとホワイトリバーバレーの農場が含まれる。シアトルのパイクプレイスマーケットは、多くの農産物の売り場だった。第一次世界大戦が始まるまでに、日本のトラック農家は市場の屋台の約70％を占めていた。 
1928年にタコマで設立された北西部最大の日系スーパーマーケットチェーン、宇和島屋は日系アメリカ人の強制収容に伴い、一時閉店を余儀なくされた。第二次世界大戦の終結後、シアトルのサウスメイン・ストリートにて営業を再開した。宇和島屋は1978年にワシントン州ベルビューに最初の支店を開設し、2009年にレントンに別の支店を開設した。 
ニンテンドーオブアメリカは、1982年以来レドモンドに本社を置いている。 

## 新聞
シアトルの最初の日本の新聞である「レポート」は1899年に発行され、1904年頃まで発行され続けた。 
1902年に日系歯科医の隈元清、平出倉之助、八幡井十二、山本一郎などの一世の移民と投資家によって、「北米時事（現：北米報知）」を設立し、この地域の主要な日本の新聞になった。もともとは北米時事と呼ばれていたが、日系の新聞では3番目の新聞だった。第二次世界大戦前のシアトルでの他の日刊紙には、朝日新聞（1905年に発行）と大北日報（1910年にグレートノーザンデイリーニュースとして発行）が含まれていた  
1928年、ジェームズ・サカモトと妻のミサオは、完全に英語で発行された最初の日系アメリカ人新聞を設立した 。特にアメリカ生まれの二世を狙ったクーリエは、読者に「アメリカ化」社会への同化を促しながら、日本情勢について報告した。 クーリエは、二世のスポーツイベントの促進と組織化、二世の社会集団の宣伝と奨励、日系アメリカ人市民同盟として知られるようになる公民権団体の設立を支援した。  1940年までに、その発行部数は4,275人の読者にまで成長した。 
日本の真珠湾攻撃が始まった後、シアトル地域の日本の新聞はすべて出版を取りやめた。戦争が終わると、人々が収容所から解放され、いくつかの日本語メディアが再復刊した。 1946年6月にタコマ時報の記者だった生駒貞彦の下で「北米報知」として復活し、戦前の北米時事の編集長だった有馬純雄が編集長に復帰した。。

## 教育

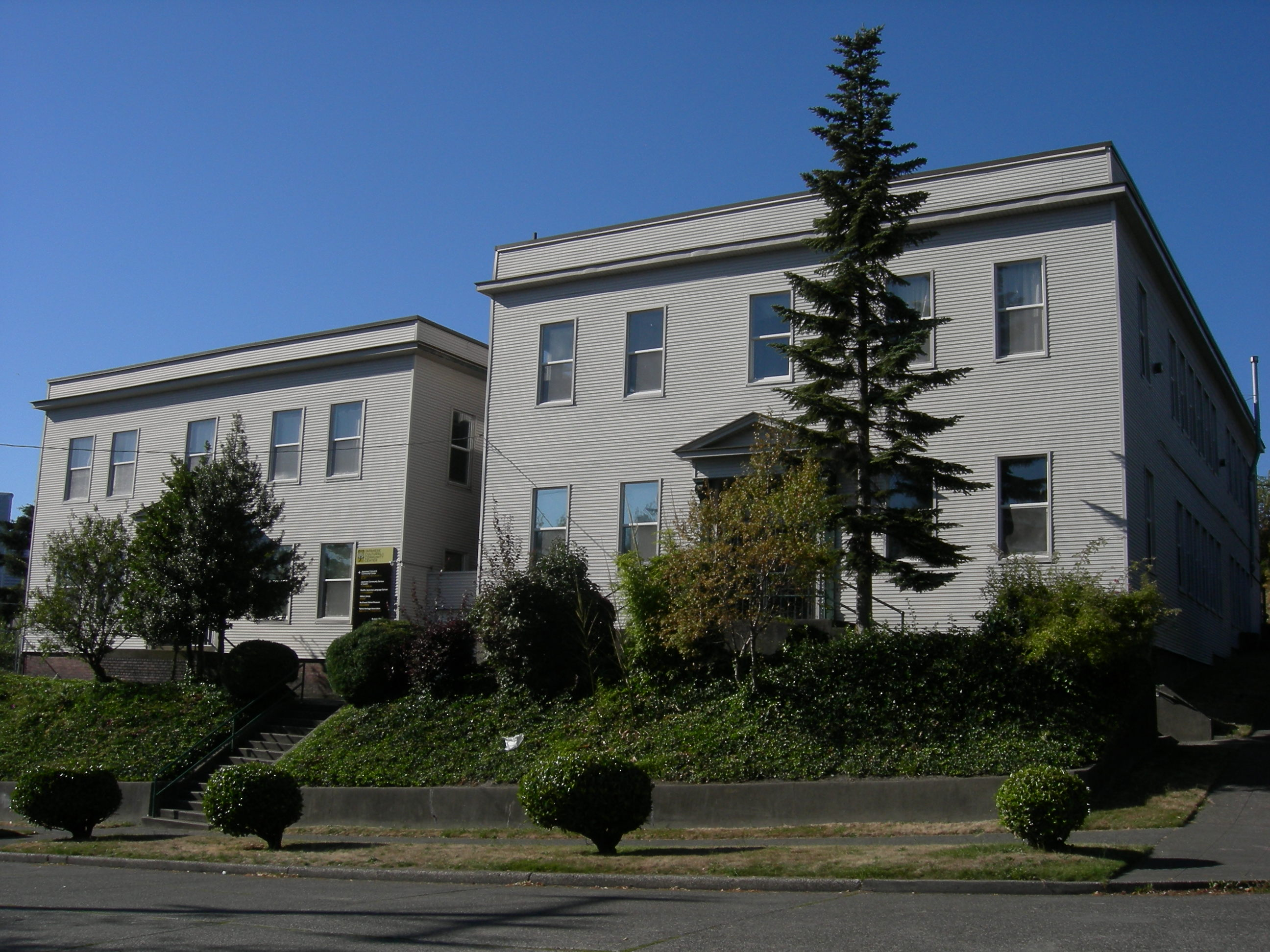
シアトルの日本文化会館。

1902年に設立されたシアトルの日本文化会は、現在、ワシントン日本文化会館（ JCCCW ;ワシントン州日本文化会館）によって運営されています。アメリカ本土で最も古い日本語学校である 。第二次世界大戦前のピーク時には、2,000人近くの生徒が学校に通い、通常の学校教育の後、1日2時間、週5日過ごした 。
第二次世界大戦前のタコマの日本語学校は、1922年に建てられた。
シアトルの日本町からの二世の子供たちのための小学校は、主にシアトルのメインストリートスクールで行われ、その後、第二次世界大戦まで、校長のエイダ・マホンとベイリー・ガッツァルトの指導の下で行われた。 
アメリカが第二次世界大戦に突入する前の数年間、シアトルのキャピトルヒルにあるブロードウェイ高校は、シアトルのすべての高校の中で日系アメリカ人の割合が最も高く、1942年には日系人が生徒の約25％を占めていた。 1938年から1941年まで、日系アメリカ人は学校で卒業生総代とサルタトリアンだった。第二次世界大戦中の日系人強制収容所の一部としての日本人留学生全員の解任は学校に大きな影響を与え、ブロードウェイ高校の最終卒業式はほんの数年後の1946年に行われた。
シアトル日本学校は、ベルビューで授業を行う文部科学省によって指定された補習授業校である。 

## 歴史的建造物と日本庭園
1907年以前に設立されたシアトル道場は、米国で最も古い柔道の道場である。メンバーには、1954年と1955年の全米柔道選手権大会で優勝した山田健二が含まれ、1955年の全米柔道選手権でのチーム大会でシアトル道場が1位を獲得するまでに至った 。
1909年に建てられた日本館劇場は、かつての日系人向けの劇場だった。第二次世界大戦前は、シアトルで事実上の日系人のコミュニティセンターとして機能していた。そこでは、映画の上演や、地元演芸会による歌舞伎の演芸に加えて、日本の有名歌手を迎えての公演も行われた。他にも、柔道と剣道の大会、そして地域の集会なども行われていた。 建物は現在、国家歴史登録財に登録されている。
1910年に建てられたパナマ・ホテルは、20世紀初頭にシアトルにビジネス向け、居住者や訪問者のための寝室、レストラン、いくつかの銭湯の1つを収容していたため、不可欠な日系人のコミュニティになった。この建物は、2006年に国定歴史建造物に指定され、2015年には、ナショナルトラストフォーヒストリックプリザベーションによって国宝に指定された。 
1927年に開園したクボタガーデンは、ワシントン州シアトルのレーニア・ビーチにある日本庭園。 1960年に完成したシアトル日本庭園は、ワシントンパーク植物園内にある。
- The Nippon Kan
- The Panama Hotel
- A pond at the Kubota Garden
- The Seattle Japanese Garden
- The restored Seward Park Torii

## 宗教
1941年に建てられたシアトル別院仏教寺院（浄土真宗寺院）は、イェスラーテラスプロジェクトの一環として取り壊された以前のシアトル仏教教会の建物（1908年に完成）に取って代わった。シアトル地域の他の仏教寺院には、1983年に開業した日本の禅仏教寺院Dai Bai Zan Cho BoZenJiがある。
第二次世界大戦後の1987年に北米で初めて建てられた最初の神社であるアメリカ椿大神社は、2001年に神流神社と合併し、スノホミッシュ郡のグラナイトフォールズに所在する。

## 文化と制度

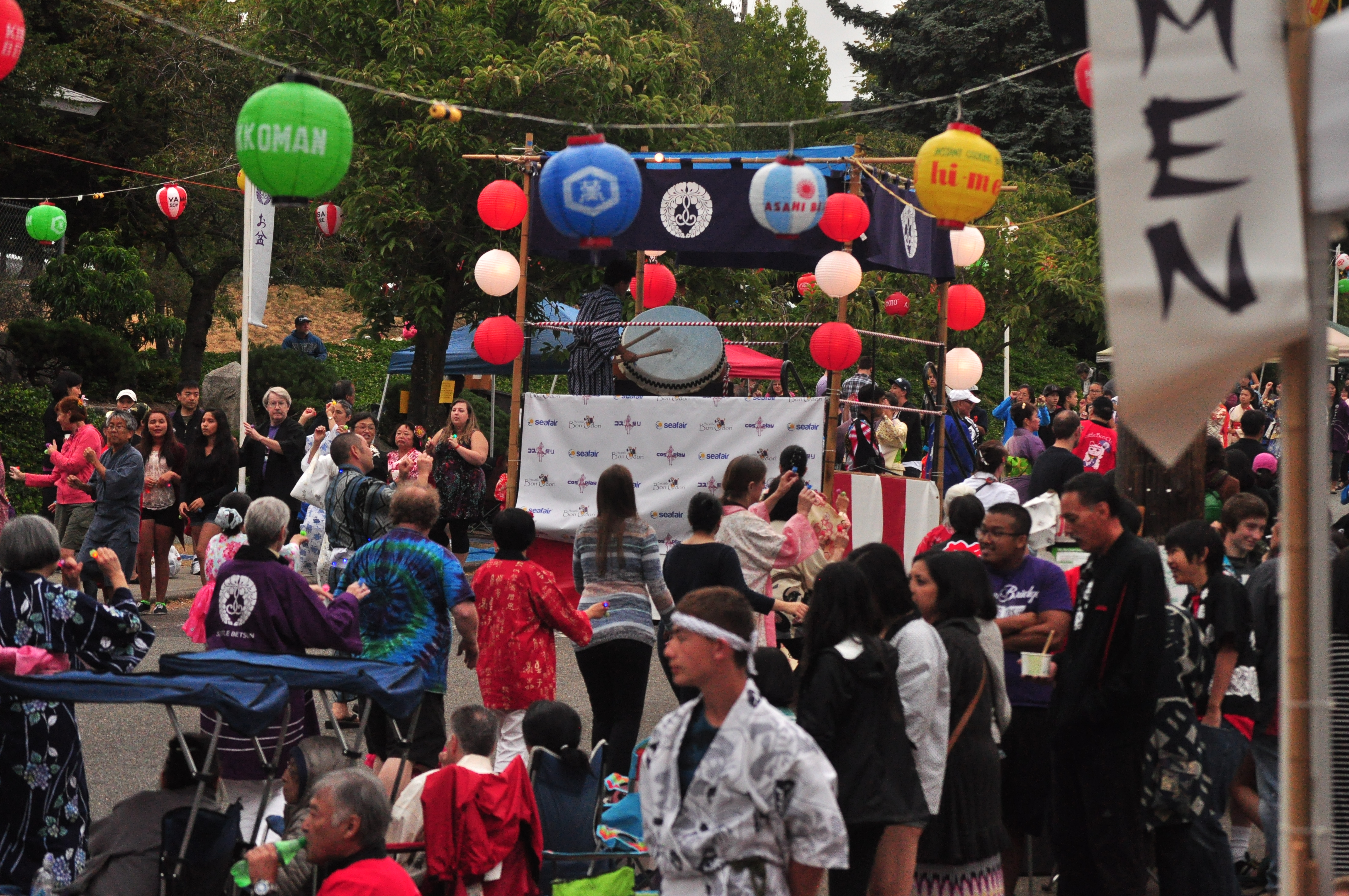
シアトルの盆踊り

日系アメリカ人市民同盟は、米国で最も古く、最大のアジア系アメリカ人の公民権団体であり、1930年にシアトルで最初の全国会議を開催した。 
1996年に設立されたDenshoは、ワシントン州シアトルを拠点とする非営利団体であり、第二次世界大戦中の日系アメリカ人の強制収容に関するビデオオーラルヒストリーと文書を収集している。 
ワシントン州政府の代表を務めたキップ・トクダは、2003年にワシントン日本文化会館（JCCCW;ワ州日本文化会館わしゅう日本文化会館）の建設に取り組んだ。  JCCCWは、日系および日系アメリカ人の歴史、遺産、文化の保存、促進、共有に取り組んでいる。
シアトルで最初に記録された盆踊り祭りは1932年に開催された。毎年恒例の食べ物、文化展示、踊りのイベントで、夏の間はシアトルの別院仏教寺院の前の通りに沿って開催された。 ピュージェット湾地域で開催されている他の長期にわたる盆踊りには、タコマとホワイトリバーバレーで開催される祭りが含まれる。 
毎年恒例のシアトル桜と日本文化祭は、日本の三木武夫首相からシアトルに1,000本の桜が贈られたことを記念して1976年に始まった。 三木は1930年代にワシントン大学で学生時代を過ごした。 
1984年以来、広島と長崎の原爆投下の犠牲者と他のすべての戦争の犠牲者に捧げられた毎年恒例のフローティングランタン記念碑が8月6日にシアトルのグリーンレイクで開催されている。

## 地理的分布

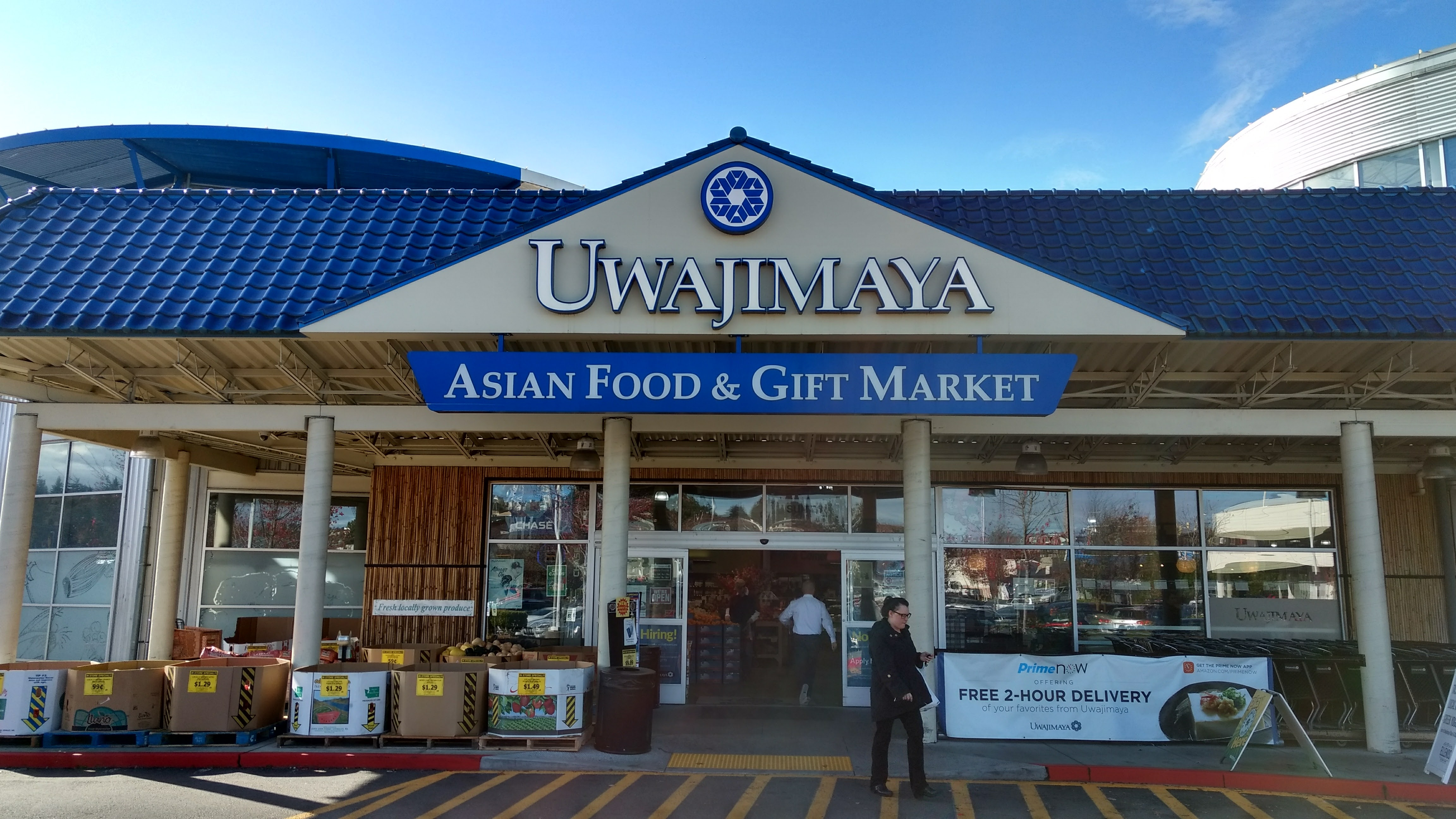
ワシントン州ベルビューの宇和島屋

2010年には、7,829人の日本人がシアトル市に居住し、合計20,652人の日本人がキング郡に居住した。
2000年現在、シアトル地域の多くの日本人がイーストサイド地域に住んでいた。組織の統計によると、その年、日本企業団体春秋クラブの会員の70％がその地域に住んでいた。 

## 縁のある著名人
- ポール・チハラ（1938年生まれ）、作曲家
- 古屋政次郎（1862–1938）、銀行家、商人、製造業者
- ゴードン・ヒラバヤシ（1918–2012）、アメリカの社会学者、第二次世界大戦期のアメリカにおける、日系人の強制収容に抵抗した人物の一人として知られている。
- ターキー木村（1924–2021）、武道家
- 小池恭（1878–1947）、詩人、医師、シアトルカメラクラブの創設者
- フジタロウ・クボタ（1879–1973）、庭師および慈善家
- 黒瀬明（1925–1998）、教師、社会正義活動家
- ミッチ・マツダイラ（1937–2019）、実業家および公民権活動家。
- 松川ロリ（1956年生まれ）、テレビニュースジャーナリスト
- 森口富士松（1898–1962）、宇和島屋の創業者、実業家
- 森口富雄（1936年生まれ）、実業家、宇和島屋元会長、北米報知発行人
- 中島翔太（1989年生まれ）、セレブシェフ
- ウィリアム・K・ナカムラ（1922–1944）、兵士および名誉勲章の受賞者
- 野村健二郎（1896–1956）、芸術家
- アポロ・アントン・オーノ（1982年生まれ）、ショートトラックスピードスケートのオリンピック金メダリスト
- フランク・オカダ（1931–2000）、アーティスト
- ジョン・オカダ（1923–1971）、著者
- 奥本雄二（1959年生まれ）、俳優
- ジェームズ・サカモト（1903–1955）、先駆的なジャーナリストであり、日系アメリカ人市民同盟の創設メンバーの1人である。
- ベル・M・シマダ（1922–1958）、水産学者
- モニカ・ソネ（1919–2011）、自伝的回想録が1920年代と1930年代のシアトル、およびミニドカでの二世としての彼女の人生を説明している著者
- イチロー（1973年生まれ）、愛知県出身の元プロ野球選手で、2001年から2019年までシアトル・マリナーズやニューヨーク・ヤンキース、マイアミ・マーリンズなどで活躍した。オールスターゲーム出場は10回。
- カメキチ・トキタ（1897–1948）、画家、日記作者
- キップ・トクダ（1946–2013）、ワシントン州下院議員
- ジョージ蔦川（1910–1997）、彫刻家および画家
- 山田健二（1924–2014）、2度の全米柔道チャンピオン
- 山崎実（1913–1986）、建築家
- 山下宅治（1874–1959）、1902年のワシントン大学ロースクール卒業生および公民権活動家
- 城島健司　(1976年生まれ) 、　長崎県出身の元プロ野球選手で2006年から2009年までシアトル•マリナーズでプレーしていた。